# Oxyopes gossypae
Oxyopes gossypae là một loài nhện trong họ Oxyopidae.
Loài này thuộc chi Oxyopes. Oxyopes gossypae được miêu tả năm 1999 bởi Mushtaq & Qadar.